# إدوارد تيري سانفورد
إدوارد تيري سانفورد (بالإنجليزية: Edward Terry Sanford) (و. 1865 – 1930 م) هو محام، وقاض من الولايات المتحدة الأمريكية ولد في نوكسفيل.
وهو عضو في الحزب الجمهوري .

## التعليم
تعلم في جامعة تينيسي، وكلية هارفارد للحقوق.

## روابط خارجية
- إدوارد تيري سانفورد على موقع الموسوعة البريطانية (الإنجليزية)
- إدوارد تيري سانفورد على موقع إن إن دي بي (الإنجليزية)